# Dorfkirche Schönborn (Triptis)

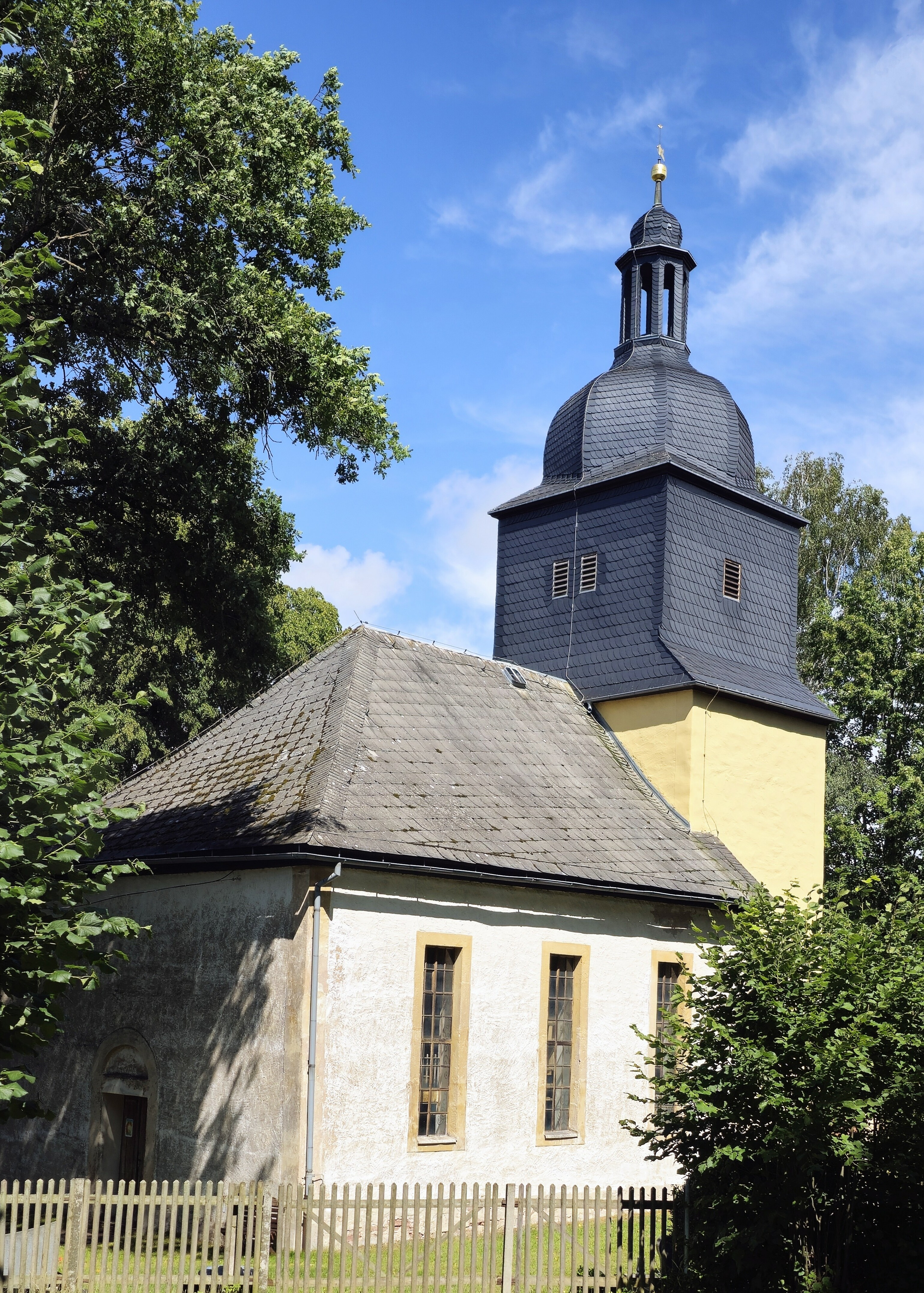
Dorfkirche Schönborn

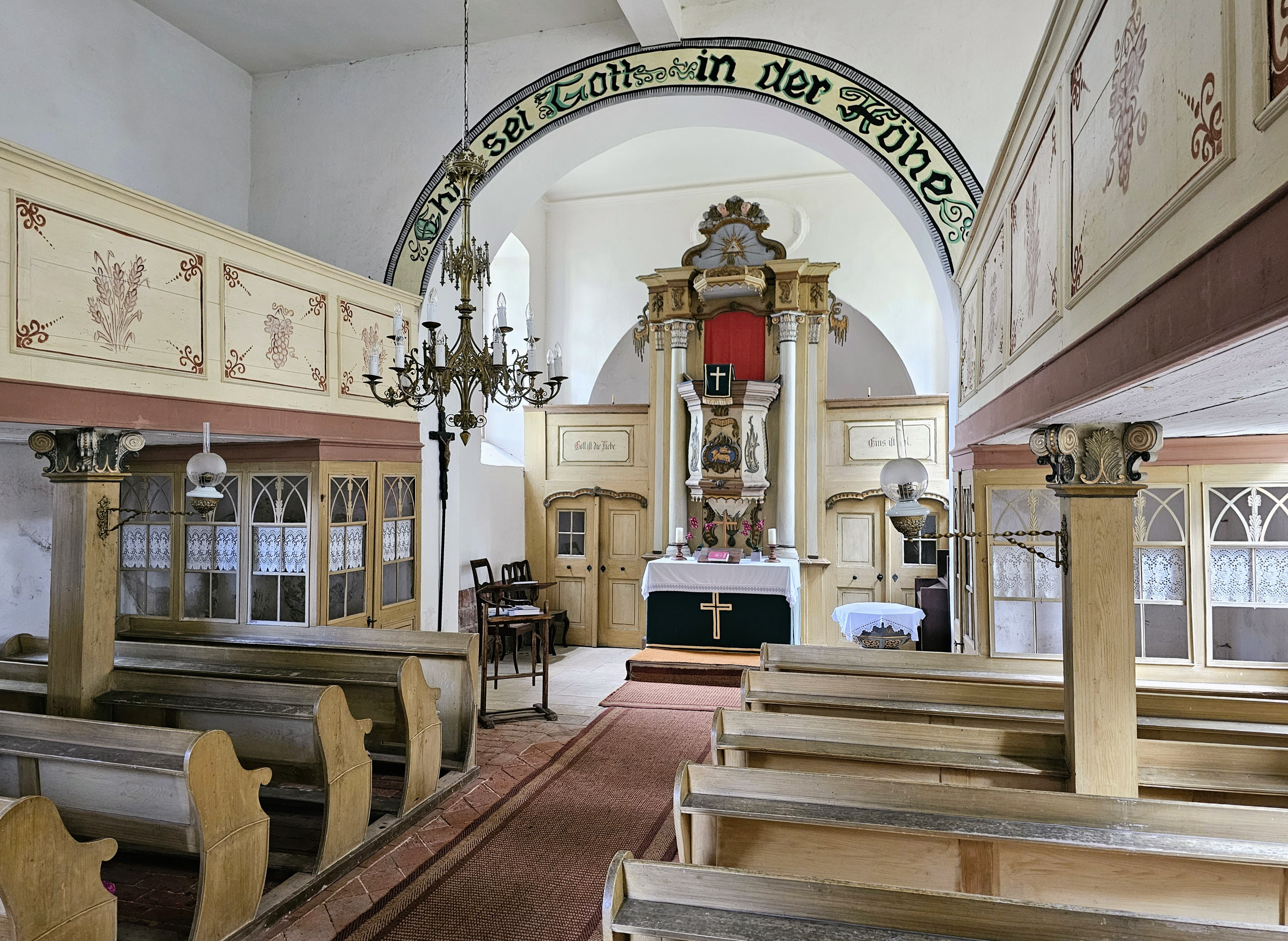
Innenraum (2023)

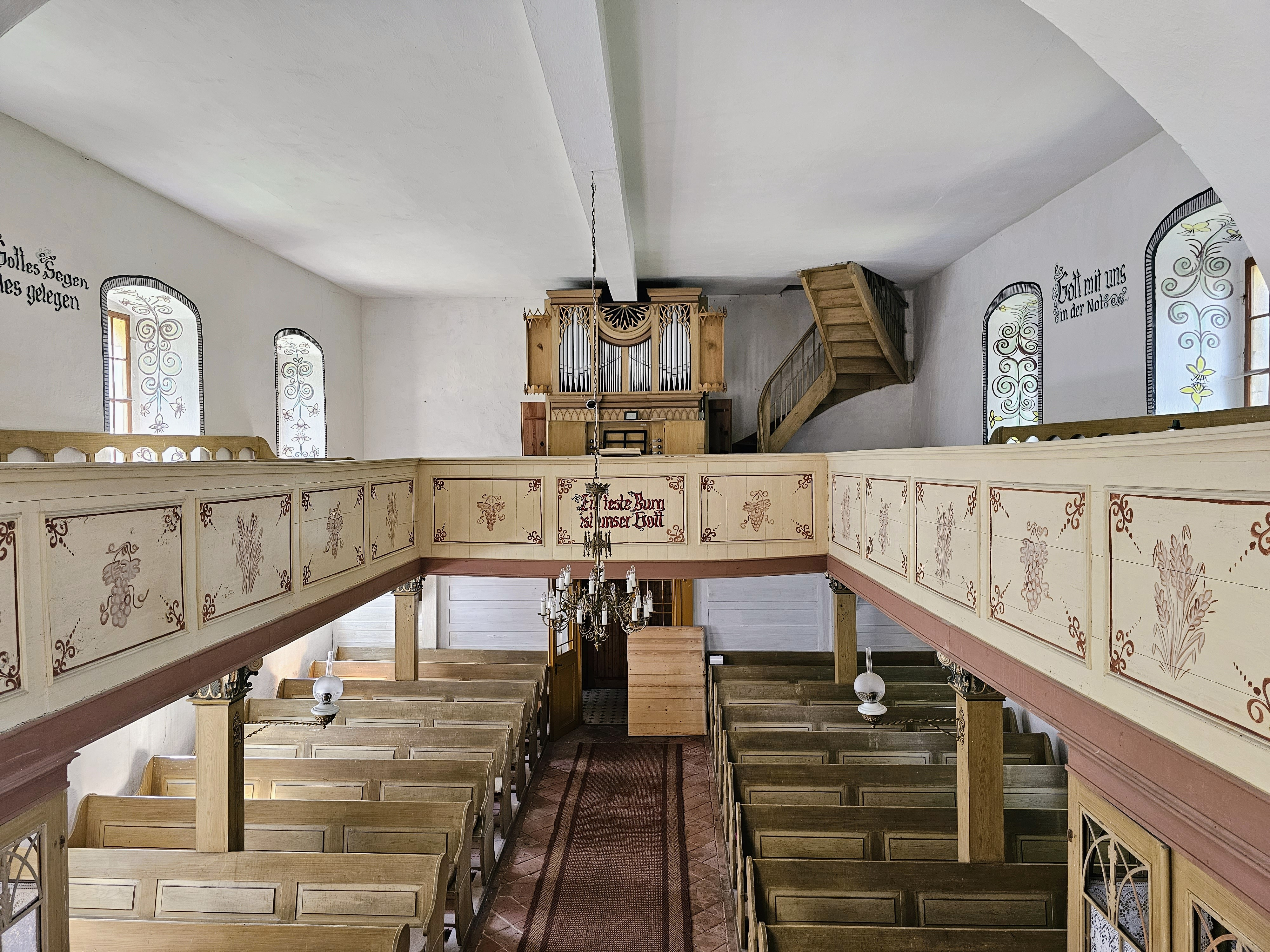
Blick zur Orgel

Die evangelisch-lutherische denkmalgeschützte Dorfkirche Schönborn steht in Schönborn, einem Ortsteil der Stadt Triptis im Saale-Orla-Kreis in Thüringen. Die Kirchengemeinde Schönborn gehört zum Pfarrbereich Pillingsdorf im Kirchenkreis Schleiz der Evangelischen Kirche in Mitteldeutschland.

## Beschreibung
Die Saalkirche ist romanischen Ursprungs. 1713 wurde die Kirche teilweise abgetragen und neu aufgebaut. Sie hat im Osten einen eingezogenen Chorturm und daran angebaut eine Apsis. Der Chorturm hat ein schiefergedecktes oberstes Geschoss, hinter dessen Klangarkaden sich der Glockenstuhl befindet. Bis zum Ersten Weltkrieg hing dort eine Kirchenglocke aus dem 13. Jahrhundert. Heute hängen dort zwei Gussstahlglocken, beide 1922 in einer Glockengießerei in Apolda gegossen. Darauf sitzt eine bauchige Haube, die sich mit einer offenen Laterne fortsetzt.
Der mit einer Flachdecke überspannte Innenraum des Kirchenschiffs hat hufeisenförmig angelegte eingeschossige Emporen. Ihre Brüstungen sind mit Schablonenmalerei versehen. Vom Chor ist das Kirchenschiff durch einen Triumphbogen getrennt. Die Laibungen der Fenster tragen grobe, volkstümliche Ornamente.
Zur Kirchenausstattung gehört ein Kanzelaltar aus der zweiten Hälfte des 18. Jahrhunderts. Er ist mit Rocaillen und Posamenten geschmückt, ferner mit geschnitzten Statuetten. Im Giebel über dem Schalldeckel befindet sich das JHWH, der Gottesname, verbunden mit dem Dreieck als Symbol der Trinität, am Kanzelkorb das Agnus Dei als Symbol für Jesus Christus. Ein weiterer Altar stammt vom Anfang des 16. Jahrhunderts. Das mit Ornamenten verzierte Taufbecken stammt aus dem 19. Jahrhundert. Eine Ein-Zeiger-Uhr aus Holz neben der Kanzelbrüstung, anstelle der sonst üblichen Sanduhr, erinnert den Pfarrer an das Ende der Predigt.
Die Orgel mit 6 Registern, verteilt auf ein Manual und Pedal, wurde 1821 von Johann Gottlieb Schlegel gebaut. Eine Überholung ist für Ende 2023 geplant.
2008–2010 wurden Turm und Kirche renoviert.